# Waca Airport
Waca Airport är en flygplats i Etiopien. Den ligger i den centrala delen av landet, 270 km sydväst om huvudstaden Addis Abeba. Waca Airport ligger 1 273 meter över havet.
Terrängen runt Waca Airport är kuperad, och sluttar norrut. Runt Waca Airport är det ganska tätbefolkat, med 129 invånare per kvadratkilometer. Omgivningarna runt Waca Airport är en mosaik av jordbruksmark och naturlig växtlighet.